# CBN Caruaru
CBN Caruaru é uma emissora de rádio brasileira com sede em Caruaru, município do estado de Pernambuco. Opera no dial FM, na frequência 89.9 MHz, e é afiliada à CBN, sendo pertencente ao Grupo Asa Branca, que também opera a afiliada da rede em Recife. Entre 2007 e 2018, a emissora foi licenciada para usar a marca Globo FM, que pertence ao Sistema Globo de Rádio — que operou uma rádio de mesmo nome entre 1973 e 2016 (chegando a ser afiliada entre 2007 e 2008).

## História
Pertencente ao Grupo Nordeste de Comunicação (GNC), a Globo FM foi inaugurada em 1.º de setembro de 2007 em substituição à Mandacaru FM. Naquele momento, a emissora foi inaugurada como afiliada da rádio homônima com sede no Rio de Janeiro, pertencente ao Sistema Globo de Rádio, que em 2005 havia deixado o dial FM para se tornar web rádio. A rede foi descontinuada em 2008, mas a rádio continuou usando a marca, passando a ter programação 100% local, sendo 75% música e 25% de jornalismo, com destaque para a cobertura do futebol local. Apesar de seguir o gênero adulto-contemporâneo, a Globo FM fazia a cobertura da tradicional festa junina de Caruaru.
Em 2016, com o fim do projeto Globo FM pelo Sistema Globo de Rádio, o programa Dance Bem (apresentado pelo DJ Rui Taveira) passou a ser exclusivo da emissora de Caruaru. Em agosto de 2018, é confirmado que a CBN ocuparia o lugar da Globo FM na frequência 89.9 MHz. Na madrugada do dia 16 para 17 de setembro, a emissora encerrou a programação da Globo FM e passou a transmitir a programação da rede CBN a partir do CBN Madrugada. Na manhã do mesmo dia, estreou a programação local que teve no horário das 9h o comando de Remir Freire e produção de Antônio Marcos. A gerência segue sob comando de Eri Santos que também apresenta o Bancada da Bola no horário das 11h. Os comentários políticos ficam por conta dos jornalistas Inaldo Sampaio e Mário Flávio que também apresenta o CBN Panorama no horário das 15h. em 2019 Mário Flávio sai do grupo Nordeste de comunicação, em seu lugar no panorama entra Almir Vilanova, que passa a ancorar também o CBN Total local.